# Penetrómetros estáticos de punta mecánica
Los penetrómetros estáticos de punta mecánica son un tipo de ensayos de penetración estática, empleados en la determinación de las características geotécnicas de un terreno, como parte de las técnicas de reconocimiento de un reconocimiento geotécnico.
Son los más sencillos y los primeros que se utilizaron. Miden en superficie con un manómetro, de forma analógica o digital, la presión del grupo hidráulico requerida para hincar el penetrómetro en el terreno. Este parámetro se convierte, sin más que multiplicar por la sección del pistón, en la fuerza necesaria para la penetración.
En un modelo básico de penetrómetro, dicha fuerza integra a las tensiones normales que opone el terreno a la hinca de la punta (resistencia unitaria por punta "{\displaystyle q_{c}}") y a las tensiones tangenciales, debidas al rozamiento y a la adherencia del varillaje con el suelo, desde la superficie hasta la profundidad que se ha alcanzado (resistencia unitaria por fuste).
Para independizar ambos fenómenos resistentes, surge el penetrómetro holandés o CPT (del inglés cone penetration test), en el que existen dos varillajes, siendo el primero de ellos un tubo hueco en cuyo interior se encuentra una segunda varilla a la cual está unida la punta cónica.
Se mide el esfuerzo necesario para la hinca del conjunto (punta y tubo) y cada cierto intervalo de penetración se empuja solamente sobre la varilla interior, lo que proporciona la resistencia que ofrece el terreno a la penetración de la punta en el lugar concreto donde ésta se encuentra. La diferencia de ambas lecturas será la resistencia por fuste en toda la longitud del varillaje introducido. La más utilizada es la punta Gouda.
Si se pretende medir la resistencia por fuste a diferentes profundidades se recurre a la punta con manguito Begemann, en la que un dispositivo permite el descenso de la punta independientemente del manguito y de la punta, junto con el manguito independientemente del tubo de varillaje.
Al igual que en el caso anterior, se mide el esfuerzo necesario para la hinca del conjunto, y cada intervalo de penetración se empuja la punta un cierto tramo para después hincar la punta y el manguito lateral. Así se obtiene la resistencia unitaria por punta ({\displaystyle q_{c}}) y la resistencia unitaria por fuste ({\displaystyle f_{s}}), localizadas ambas a la profundidad alcanzada.
- Datos: Q9058005